# Montigny-en-Morvan
Montigny-en-Morvan település Franciaországban, Nièvre megyében. Lakosainak száma 297 fő (2022. január 1.). Montigny-en-Morvan Mhère, Blismes, Châtin, Chaumard és Montreuillon községekkel határos.

## Népesség
A település népességének változása:
| Lakosok száma | 328  | 318  | 305  | 290  | 285  | 281  | 276  | 287  | 297  |
|               | 2013 | 2015 | 2016 | 2017 | 2018 | 2019 | 2020 | 2021 | 2022 |